# Principado de Brunsvique-Volfembutel
O Principado de Brunsvique-Volfembutel (alemão: Fürstentum Braunschweig-Wolfenbüttel) era uma subdivisão do Ducado de Brunsvique-Luneburgo, cuja história se caracterizou por numerosas divisões e reunificações. Várias linhas dinásticas da Casa de Guelfo governaram Brunsvique-Volfembutel até a dissolução do Sacro Império Romano em 1806. Como resultado do Congresso de Viena, o seu sucessor, o Ducado de Brunsvique, foi criado em 1815.

## História

### Idade Média
Depois de Otão, a Criança, neto de Henrique, o Leão, ter recebido o antigo assento alodial da sua família (localizado na região do leste atual da Baixa Saxônia e no norte da Saxônia-Anhalt) pelo imperador Frederico II em 21 de Agosto de 1235 como doação imperial sob o nome do Ducado de Brunsvique-Luneburgo, o ducado foi dividido em 1267/1269 pelos seus filhos.
Alberto I (também chamado Alberto o alto) (1236-1279) recebeu as regiões em torno de Brunsvique-Volfembutel, Einbeck-Grubenhagen e Gotinga-Oberwald. Ele então fundou a Casa Velha de Brunsvique e estabeleceu as bases para o que se tornou, mais tarde, o Principado de Brunsvique-Volfembutel. Seu irmão João (1242-1277) herdou a terra em redor de Luneburgo e fundou a Casa Velha de Luneburgo. A cidade de Brunsvique permaneceu nos dois reinos.
A área de Brunsvique (-Volfembutel) foi ainda mais subdividida nas sucessivas décadas. Por exemplo, as linhas de Grubenhagen e Gotinga foram divididas durante um tempo. De maneira semelhante, em 1432, as propriedades entre as colinas de Deister e o Rio Leine, que tinham sido ganhas, entretanto, da Casa de Brunsvique, separaram-se para formar o Principado de Calenberg. Houve mais reuniões e divisões.

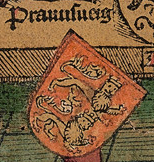
Brasão de Armas do Ducado em Schedel's World Chronicle de 1493

Entretanto, os duques cansara-se das constantes disputas com os cidadãos da cidade de Brunsvique e, em 1432, transferiram a sua capital para o castelo de Volfembutel, que se situava numa depressão pantanosa do rio Oker a cerca de 12 quilômetros (7,1 mi ) a sul de Brunsvique. O castelo construído para os duques de Brunsvique-Luneburgo - juntamente com a chancelaria ducal, o consistório, os tribunais e os arquivos - tornou-se o centro nervoso de uma região gigante, a partir da qual a parte de Volfembutel-Brunsvique do ducado foi governada. Durante muito tempo também governou os principados de Calenberg-Gotinga e Grubenhagen, a diocese de Halberstadt, grandes partes da diocese de Hildesheim, os condados de Hohnstein e Regenstein, os baronatos de Klettenberg e Lohra e partes de Hoya no baixo Weser. A importância desta corte foi significativa pelo número de artesãos necessários. Centenas de edifícios em madeira foram construídos para a corte, para os seus cidadãos e para instalações do ducado, inicialmente aleatoriamente, mais tarde concebidas por requerimentos dos duques e para proteção contra incêndios. No auge do desenvolvimento da cidade, seus distritos foram nomeados com os nomes de vários duques: o Auguststadt no oeste, o Juliusstadt no leste e o Heinrichstadt.
A seguir á duodécima divisão do ducado em 1495, segundo a qual o Principado de Brunsvique-Calenberg-Gotinga foi re-dividido pelos seus territórios componentes, o Duke Henrique o Velho recebeu a terra de Brunsvique, a qual o nome da nova capital em Wolfenbüttel foi adicionado. A partir daí, o nome do principado tornou-se "Brunsvique-Volfembutel".

### Idade Moderna

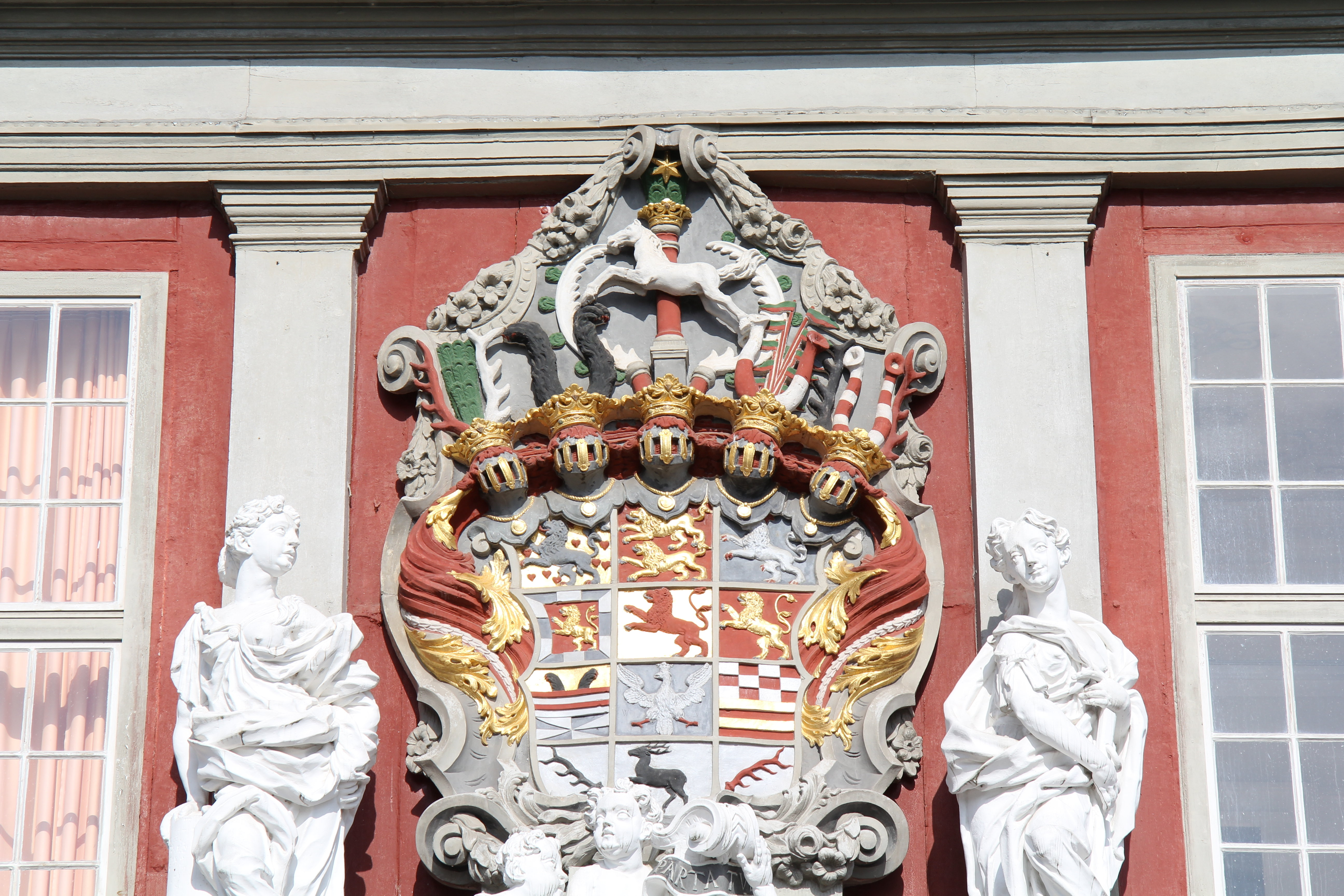
Brasão de Armas do principado na idade moderna (no Palácio de Volfembutel)

Os reinados dos duques Henrique o Jovem, Júlio e Henrique Júlio seguiram-se, sob os quais, a capital de Volfembutel foi expandida e o principado ganhou uma posição em toda a Alemanha.
Em 1500, Brunsvique-Volfembutel tornou-se parte do Círculo Inferior da Saxônia dentro do Sacro Império Romano.
De 1519 a 1523, o principado entrou em guerra com os principados de Hildesheim e Luneburgo no conflito diocesano de Hildesheim, que, apesar de uma derrota retumbante na Batalha de Soltau, acabou resultando em grandes ganhos territoriais para Brunsvique-Volfembutel.

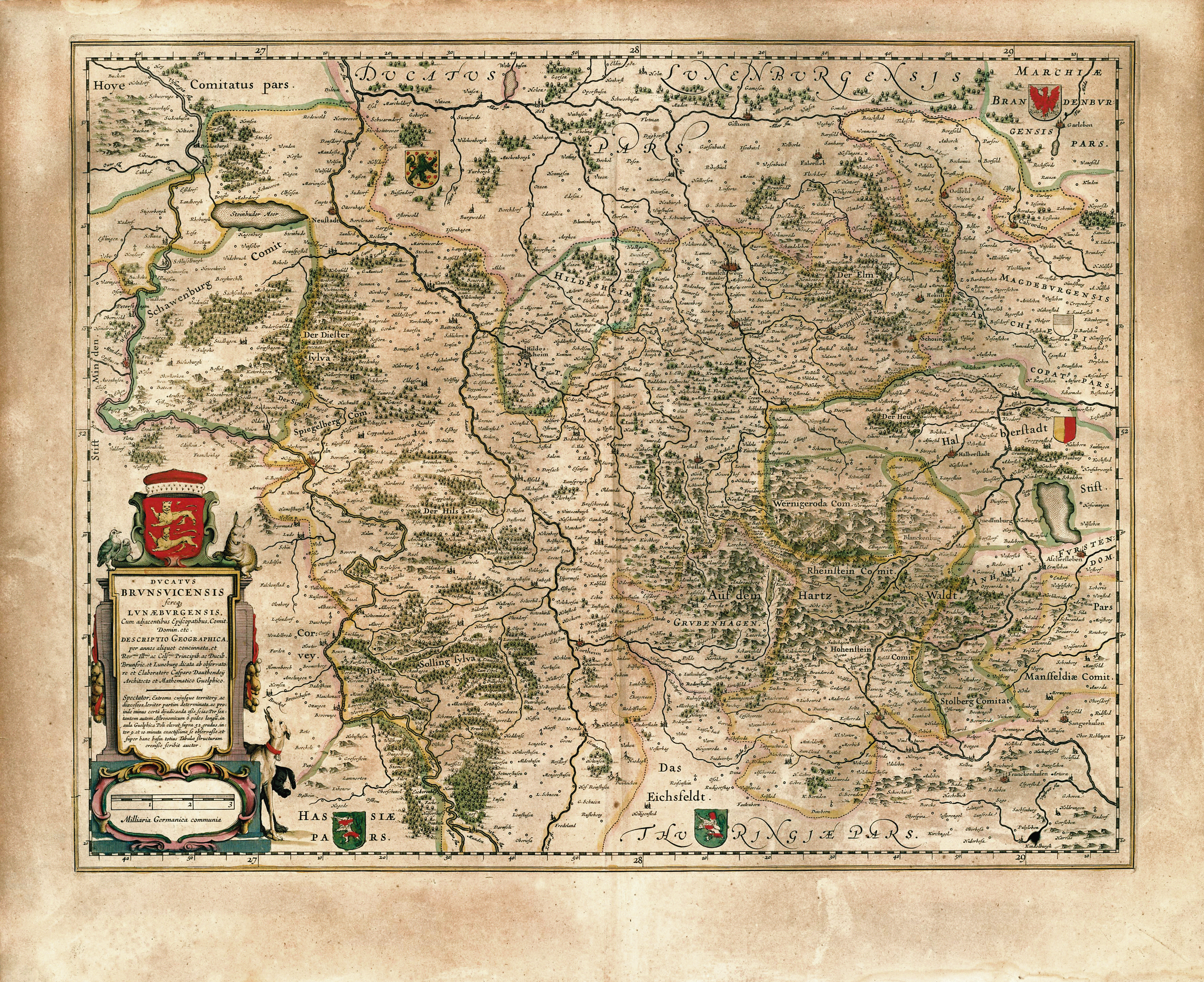
Ducatus Brunsvicensis, 1645

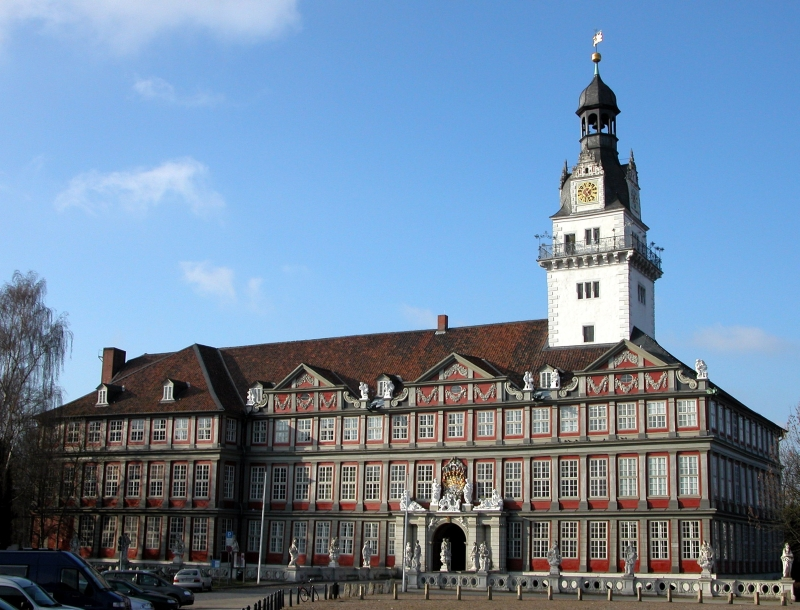
Palácio de Volfembutel

Na Guerra dos trinta anos, Volfembutel foi a fortaleza mais forte no norte da Alemanha, mas sobreviveu à guerra fortemente danificada. A linha de Volfembutel morreu durante a guerra.
Em 1571, o castelo e a vila de Calvörde tornaram-se parte do principado graças ao duque Júlio de Brunsvique.
Em 1635, o Duque Augusto O Jovem, da linha colateral de Luneburgo-Dannenberg, assumiu as rédeas do poder no principado e fundou a Nova Casa de Brunsvique. Sob o seu governo, Volfembutel atingiu seu auge cultural. Uma das maiores realizações foi a construção da Biblioteca de Wolfenbüttel, a maior da Europa no seu dia. Em 1671, um antigo sonho dos duques da Casa de Guelfo se tornou realidade quando os exércitos conjuntos das diferentes linhas dinásticas conseguiram capturar a cidade de Brunsvique e adicioná-la ao seu domínio.
Em 1735, quando a linha dinástica desapareceu, surgiu outra linha colateral: a linha Brunsvique-Bevern fundada em 1666.
Em 1753/1754, a residência dos duques de Volfembutel retornou a Brunsvique, ao recém-construído Palácio de Brunsvique.
A cidade perdeu assim a independência que gozava desde o século XV. No processo, o duque seguiu a tendência e não interferiu em nada, incluindo o trabalho no novo castelo, iniciado em 1718 por Hermann Korb no Grauer Hof, que ainda não estava terminado. O efeito sobre Volfembutel foi catastrófico, como pode ser visto nas casas emolduradas de madeira construídas mais tarde. 4.000 habitantes da cidade seguiram a família ducal e a população de Volfembutel desceu de 12.000 para 7.000. Somente os arquivos, o escritório eclesiástico e a biblioteca permaneceram como uma ligação a tempos anteriores. De Brunsvique houve boatos de  que Wolfenbüttel havia se deteriorado em uma "residência de janelas" (Witwensitz).
Os extensos jardins em frente aos três portões da cidade (Herzogtor, Harztor e Augusttor) foram alugados aos ex-jardineiros. Como conseqüência, foram estabelecidas fábricas de confecções que eram características de Volfembutel até o século XX. Em frente ao portão Herzogtor, o número de jardins cresceu, até Lechlum. A sua extremidade sul foi agraciado pelo pequeno palácio de Antoinettenruh, construído em 1733 em vez de uma casa de jardim, uma obra do mestre, Hermann Korb, que era tão importante para Volfembutel. Volfembutel tornou-se uma cidade de escolas. Em 1753, foi fundada a faculdade de formação de professores, que começou no orfanato e depois se mudou para a construção da atual escola de Harztorwall.
Politicamente, Brunsvique-Volfembutel era um dos aliados mais próximos da Prússia. Enquanto pouco antes, o imperador de Habsburgo tinha sido o ponto focal mais importante  dos casamentos políticos, a linha Volfembutel dos Guelfos tornou-se intimamente ligada aos Hohenzollerns através do casamento do príncipe herdeiro prussiano Frederico com Isabel Cristina. O casamento foi organizado por Frederico Guilherme I da Prússia e fernando Alberto. Eles também fundaram a "irmandade de armas" entre o pequeno estado e o grande reino prussiano. Numerosos oficiais de Brunsvique-Volfembutel serviram em altos cargos no Exército Prussiano, principalmente durante a Guerra dos Sete Anos. Os regimentos do principado supervisionaram o exército aliado na Prússia ocidental e, em particular, o aliado Eleitorado de Brunsvique-Luneburgo. Um destacado representante da aliança militar entre Brunsvique e a  Prússia foi o Duque de Brunsvique e Luneburgo, o Príncipe herdeiro Fernando de Brunsvique-Volfembutel.
Durante a era de Carlos I, houve grandes conquistas nos campos culturais e científicos: o teatro foi promovido e a educação encorajada. Em 1753, foi fundada a colecção ducal de arte e história natural - precursora do Museu de História Natural. Essas coleções foram acumuladas pelos duques de Brunsvique. Este empreendimento foi apoiado pelo Abade de Jerusalém, o fundador da Universidade Tecnológica de Brunsvique. Enquanto Volfembutel diminuía, Brunsvique agora experimentava uma explosão cultural.
Em Agosto de 1784, Johann Wolfgang von Goethe ficou em Brunsvique numa missão política, quando acompanhou ministro de Weimar, o duque, Carlos Augusto. Numa altura em que a situação política entre a Áustria e a Prússia tinha aquecido mais uma vez, os pequenos e médios estados alemães planearam a criação de um Estado principesco maior como força de contrabalanço. O duque Carlos Guilherme Fernando era para ser convidado a juntar-se a essa liga de príncipes (Fürstenbund), o que ele fez em 30 de Agosto.
A missão secreta estava disfarçada como uma visita familiar na altura da Feira de Outono. A vida da corte determinou o momento da permanência no castelo da capital em Bohlweg.

### Era Napoleónica e transferência para o Ducado de Brunsvique
Como resultado da mediatização alemã de 25 de Fevereiro de 1803, o principado recebeu os territórios das abadias imperiais secularizadas de Gandersheim e Helmstedt. Em 1806, o duque Carlos Guilherme Fernando foi mortalmente ferido enquanto general prussiano na Batalha de Auerstedt. Após um curto interregno, Brunsvique foi ocupado de 1807 a 1813 pelos franceses e tornou-se parte do Reino da Vestefália.
Após o fim da era napoleónica, o estado foi restabelecido sob o nome de Ducado de Brunsvique.

## Linha Colateral em Bevern
O Principado de Brunsvique-Volfembutel-Bevern surgiu de uma disputa de herança entre Fernando Alberto I e seus irmãos. Em 1667 Fernando Alberto recebeu o castelo de Bevern perto de Holzminden. Ele - e depois o seu filho Fernando Alberto II - foram príncipes de Brunsvique-Volfembutel-Bevern. Em 1735, Fernando Alberto II tomou conta do Principado de Brunsvique-Volfembutel, o principado subordinado voltou ao Principado primordial de Brunsvique-Volfembutel.

## História Económica e Social

### O papel dos agricultores
De acordo com Bornstedt  a servidão no estado foi abolida com o "Documento imperial de 17 de Maio de 1433" por Henrique o Pacificador. De acordo com Bornstedt, Brunsvique-Volfembutel foi, portanto, o primeiro principado do Sacro Império Romano a acabar com o feudalismo. O documento estabeleceu que todas as arbitrariedades (Willkür) nos impostos aos Meier, das mansões feudais, particularmente na morte de um fazendeiro, seriam canceladas. O Grundherr ou o "senhor da mansão" continuava a ser dono da propriedade dos Meier, mas agora os Meier podiam ir embora. Esta mudança geralmente significava que a família Meier não se mudava quando o contrato expirava ou quando o agricultor morria; ou seja, que a família era despejada prematuramente como era antes. Em 1563 foi decretado por Henrique o Jovem que a cada 6 anos os Meier e o Grundherr tinham que negociar a extensão do contrato de arrendamento; mais tarde isso foi aumentado para 9 anos. Na sua despedida na assembleia em 1597, o "Duque" Henrique Júlio tornou as suas fazendas herdáveis.
Com a lei de redenção de Brunsvique (Ablösungsordnung), de 20 de Dezembro de 1834, pelo sucessor legal do estado, o Ducado de Brunsvique, a dependência dos agricultores foi abolida. Os agricultores agora podiam comprar o terreno e o dinheiro exigido poderia ser emprestado pelo departamento de crédito ducal. No final do século XIX ocorreu a reforma ou consolidação de terras.